# 希爾福德 (德克薩斯州)
希爾福德（英語：Hereford）是一個位於美國德克薩斯州戴夫史密斯縣的城市。根據2010年美國人口普查，該地共人口15370人，而該地的面積約為15.40平方千米。同時該地也是戴夫史密斯縣的縣治。

## 地理
希爾福德的座標為34°49′19″N 102°23′55″W / 34.82194°N 102.39861°W，而該地的平均海拔高度為1163米（即3816英尺）。